# Geschützter Landschaftsbestandteil Eichenwäldchen und Quellwiese Elsebach

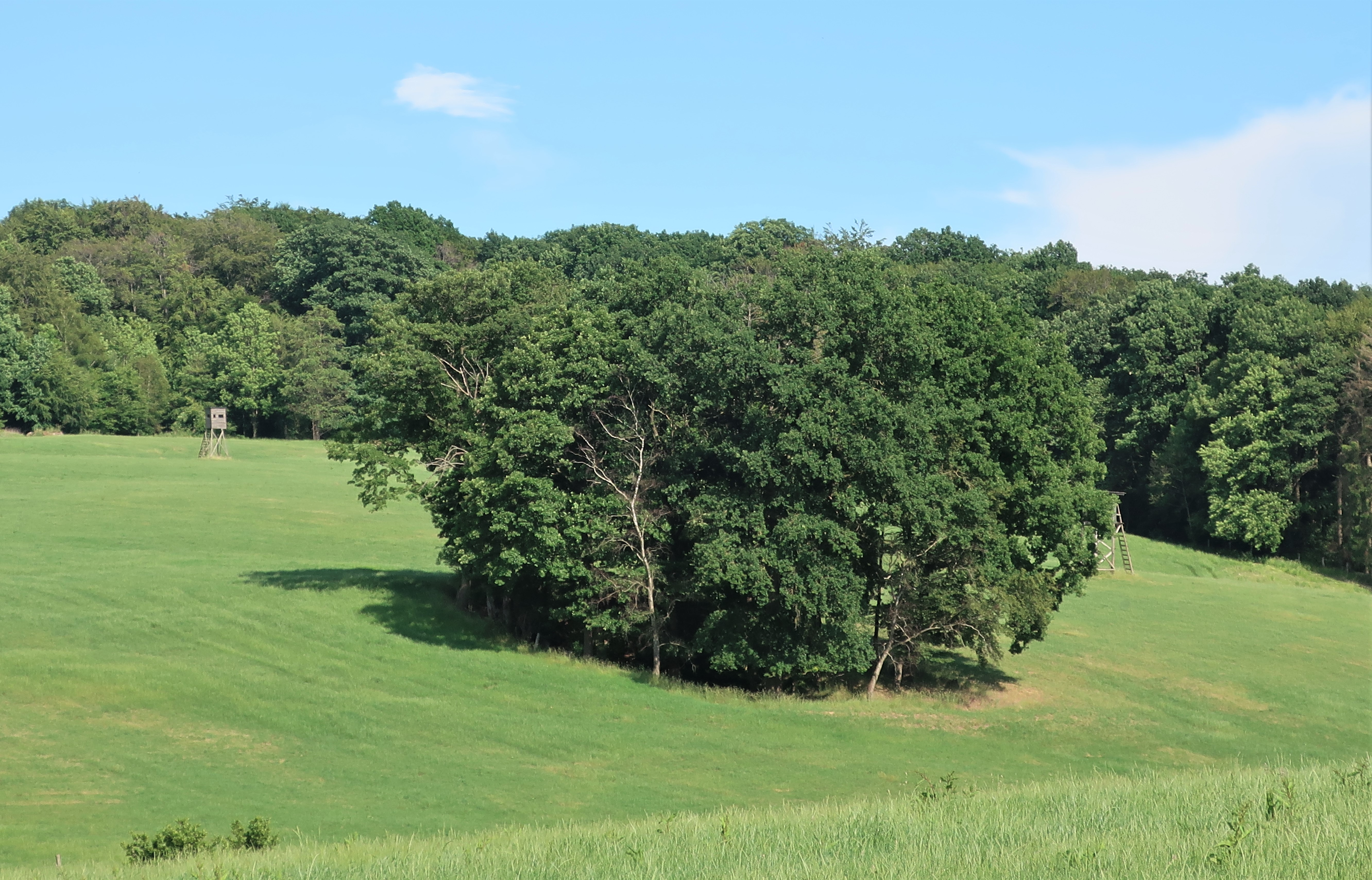
Geschützter Landschaftsbestandteil Eichenwäldchen und Quellwiese Elsebach

Der Geschützte Landschaftsbestandteil Eichenwäldchen und Quellwiese Elsebach mit einer Flächengröße von 0,15 ha befindet sich östlich des Elsebaches bei Tiefendorf auf dem Gebiet der kreisfreien Stadt Hagen in Nordrhein-Westfalen. Der LB wurde 1994 mit dem Landschaftsplan der Stadt Hagen vom Stadtrat von Hagen ausgewiesen.

## Beschreibung
Beim LB „handelt sich um ein Eichenwäldchen und um einen Quellbereich in einer Wiese.“

## Schutzzweck
Laut Landschaftsplan erfolgte die Ausweisung insbesondere: 
- „zur Sicherung der Leistungsfähigkeit des Naturhaushalts durch Erhalt eines wertvollen Altholzbestandes als Lebensraum, insbesondere für höhlenbrütende Vögel, Kleinsäuger und totholzbewohnende Insekten, sowie durch Erhalt eines Lebensraumes für die Lebensgemeinschaften der Quellbereiche und Feuchtgrünländer.“[1]